# 拖坝乡
拖坝乡，是中华人民共和国四川省甘孜藏族自治州甘孜县下辖的一个乡镇级行政单位。

## 行政区划
拖坝乡下辖以下地区：
拖坝村、楚洛村、西泥村、拉戈底村、曲卡郎村、卡呷村、扎来村、普衣隆村和扶贫移民新村。